# Lactobacillus acidophilus
Espèce
Lactobacillus acidophilus est une bactérie lactique de la famille des Lactobacillaceae, :
- en forme de bâtonnet aux extrémités arrondies, de 1,5 - 6 µm de long
- non mobile
- apparaissant isolée, par paires ou en courtes chaînes
- homofermentaire obligatoire (produisant exclusivement de l'acide lactique DL à partir du glucose, capable de fermenter l'amidon pour la majorité des souches mais incapable de fermenter les pentoses)
- demandant les facteurs de croissance suivants : pantothénate de calcium, acide folique, niacine et riboflavine. La thiamine n'est pas nécessaire.
- croissant à 35-45 °C pour la plupart des souches et ne croissant pas à moins de 15 °C et à plus de 45-48 °C suivant les souches
- le pH optimum de croissance se situant à 5,5 - 6,0 ; la croissance est possible pour pH > 3,5
- anaérobie (parmi les lactobacilles c'est la moins tolérante à l'oxygène)
- en tant que Lactobacillus, elle est Gram-positive et non sporulée.

Ce lactobacille a été isolé dans la cavité buccale et le tractus digestif de l'humain et de l'animal, et dans la flore vaginale de la femme. Il est présent dans le lait, le levain panaire et le vin.
Il est classé parmi les probiotiques et est utilisé en cette qualité dans des laits fermentés à l'acidophilus et comme anti-infectieux intestinal dans plusieurs produits.

## Étymologie et histoire

### Étymologie
Le nom de genre Lactobacillus est composé de lactis « lait » et Bacillus comme bacillum « bâtonnet » alors que l'épithète spécifique acidophilus se compose acidum « acide » et philus-a-um (du grec philos -ê-on) « ami » donc acidophilus vaut « aimant l'acidité ».

### Taxonomie
Le nom correct complet (avec auteur) de ce taxon est Lactobacillus acidophilus (Moro 1900) Hansen & Mocquot 1970.
Lactobacillus acidophilus a pour synonyme :
- Bacillus acidophilus Moro 1900

### Historique
Ernst Moro (1874-1951) un pédiatre Autrichien, ayant fait sa carrière en Allemagne jusqu'à la montée du nazisme, fut le premier, dès 1900, à donner une description bactériologique de Lactobacillus acidophilus. Cette bactérie qu'il avait isolée dans les matières fécales du nourrisson fut nommée Bacillus acidiphilus en raison de sa tolérence remarquable de l'acidité.
En 1920, Holland déplaça l'espèce décrite par Moro du genre Bacillus dans le genre Lactobacillus. Dans sa première édition de 1923, le Bergey's Manual donne le nom de Lactobacillus acidophilus (Moro) sans citer l'auteur de la combinaison. Ces publications n'étant pas valides au regard de la nomenclature bactérienne, ce n'est qu'en 1970 qu'Arne Hansen et George Mocquot donnèrent la première description valide.
La description donnée de Lactobacillus acidophilus correspond précisément à celles données par Sigurd Orla-Jensen (en 1936 et 1943) sous le nom illégitime de Thermobacterium intestinale.
À cette évolution de la taxonomie, il faut ajouter les progrès de la technologie pour identifier et différencier les genres, les espèces et les souches. Si bien que ce qui était dénommé L. acidophilus il y a encore pas si longtemps peut en fait être identifié comme une des espèces suivantes : L. gasseri, L. johnsonii, L. crispatus, L. gallinarum, L. amylovoris ou L. acidophilus.

## Métabolisme
Le génome de la souche Lactobacillus acidophilus NCFM a été séquencé par Klaenhammer et ses collègues, en 2005. Il est dépourvu de plasmide et comporte en moyenne 34,71 % de bases C-G. Plusieurs protéines de liaison au mucus et à la fibronectine ont été identifiées, indiquant une aptitude à l'adhésion aux cellules intestinales.
Des gènes codant des transporteurs de glucides (à l'intérieur de la cellule) dont des fructo-oligosaccharides et raffinose (un triholoside), sont présents. Lb. acidophilus n'a pas de cytochromes ni d'enzymes respiratoires et ne peut donc effectuer de phosphorylation oxydative.
En ce qui concerne la dégradation des protéines, Lb. acidophilus code 20 peptidases supposées, homologues de PrtP et PrtM et deux systèmes de transport d'oligopeptides. Il compense son incapacité à synthétiser la plupart des acides aminés, des vitamines et des cofacteurs par ces systèmes de transport. Il peut produire des peptides antimicrobiens comme la lactacine B, une bactériocine de classe II.
Il possède aussi un locus conférant des propriétés cryoprotectrices, un caractère important pour les cultures utilisées dans les produits commerciaux lyophilisés.
Toutes ces caractéristiques font que Lb. acidophilus est potentiellement apte à survivre dans le tractus digestif et d'interagir avec la muqueuse et les micro-organismes intestinaux.

## Microbiote digestif et vaginal
- La microflore intestinale

Les lactobacilles appartiennent à la microflore des muqueuses intestinale et buccale de l'humain en bonne santé. Jusque dans les années 1980, Lb. acidophilus et Lb. casei étaient considérés comme les espèces dominantes de Lactobacillus du tractus gastro-intestinal. Avec le progrès des techniques d'identification, on a depuis montré que Lactobacillus plantarum était le colonisateur principal de la muqueuse gastro-intestinale.
- La microflore vaginale (flore de Döderlein)

On considère généralement que les espèces dominantes de la flore vaginale de la femme en bonne santé appartiennent au complexe du Lactobacillus acidophilus. Mais la flore varie passablement suivant les études, en raison d'une part des difficultés à identifier des espèces très proches et d'autre part de la variation du statut vaginal des participantes.
Les lactobacilles qui forment un biofilm à la surface de la muqueuse vaginale protègent le vagin des micro-organismes pathogènes principalement en sécrétant des acides et en produisant des substances antimicrobiennes (peroxyde d'hydrogène et bactériocine).
L'environnement acide du vagin est reconnu comme un moyen de défense efficace contre la prolifération d'agents microbiens pathogènes. Les études cliniques ont montré aussi une association entre les souches de lactobacilles produisant du peroxyde d'hydrogène H2O2 et une décroissance de la prévalence de blennoragie, de vaginose bactérienne et d'infection au VIH.
Des prélèvements effectués auprès de Suédoises, typés par RAPD (randomly amplified polymorphic DNA) et identifiés par séquençage ARNr 16S ont montré que les espèces les plus fréquentes sont Lactobacillus crispatus, Lb. gasseri, Lb. iners et Lb. jensenii. Une étude menée auprès de femmes de Seattle aux États-Unis a identifié une colonisation par Lb. crispatus (32%), Lb. jensenii (23%), Lb. 1086V inconnue (15%), Lb. gasseri (5%), Lb. fermentum (0,3%) etc..

## Probiotique
- Études des fonctions probiotiques

Pour qu'un micro-organisme reçoive le qualificatif de « probiotique », il faut a minima que sa consommation sous forme vivante soit capable d'exercer des effets bénéfiques sur la santé de l'hôte.
La souche NCFM de Lb. acidophilus, isolée chez l'humain dans les années 1970, a été très étudiée depuis et comme il a été dit plus haut son génome a été séquencé en 2005. Elle entre en tant que probiotique dans la composition de laits fermentés, de compléments diététiques en poudre, dans des produits pour bébés, vendus depuis 25 ans aux États-Unis.
Lb. acidophilus NCFM produit une bactériocine, nommée lactacine B, qui in vitro a une activité inhibitrice contre d'autres lactobacilles et contre Enterococcus faecalis mais pas contre des pathogènes. Il a été montré que cette souche NCFM a par ailleurs une activité antagoniste contre des agents pathogènes des produits alimentaires comme Staphylococcus aureus, Salmonella typhimurium, Escherichia coli et Clostridium perfringens. Cette inhibition provient de la production d'acides organiques, de peroxyde d'hydrogène et peut-être de produits antimicrobiens.
L'aptitude à adhérer aux muqueuses intestinales est considérée comme une fonctionnalité importante dont doivent bénéficier les probiotiques pour pouvoir survivre dans le tractus digestif. Mais l'évaluation de cette propriété se fait habituellement sur des cultures cellulaires. Plusieurs études in vitro ont ainsi montré que les cellules de la souche NCFM avaient une bonne adhérence sur diverses cultures de cellules (HITH, Caco-2, HT29 sécrétant du mucus). Cette adhérence qui se fait via une protéine est assez forte et stable pour des pH allant de 6 à 8. Toutefois le destin des cellules NCFM dans l'intestin humain lui-même reste à établir.
L'incapacité à digérer le sucre du lait (ou intolérance au lactose) par certaines personnes est la cause d’inconforts provoqués par la fermentation du lactose dans le tube digestif s'accompagnant de la production de gaz. Il a été observé depuis longtemps que les produits laitiers fermentés amélioraient la tolérance au lactose. Les bactéries lactiques qui sont connues pour avoir la capacité de métaboliser le lactose pourraient être en effet une source de lactase (l'enzyme hydrolysant le lactose) dans l'intestin grêle et ainsi faciliter la digestion du lactose.
Des études ont indiqué qu'en général, les ferments utilisés pour fabriquer le yaourt (soient Streptococcus thermophilus et Lactobacillus bulgaricus) étaient plus efficaces que les lactobacilles d'origine intestinale (comme Lb. acidophilus) pour diminuer la concentration en hydrogène de l'air expiré et les symptômes de l'indigestion (ballonnements, diarrhées etc.) au lactose. Il a toutefois été observé que la prise de lait contenant de très forte dose de la souche NCFM permettait de réduire les symptômes de l'intolérance au lactose chez 9 sur 10 des enfants digérant mal le lactose.
Plusieurs études indiquent une activité anti-carcinogène de la souche NCFM. Ainsi, une expérience menée chez des rats nourris avec un régime riche en viande montre une plus faible incidence du cancer du côlon après une période de 20 semaines, suggérant que la supplémentation en NCFM accroît la période de latence du cancer du côlon. L'administration de la souche NCFM accompagnée d'antibiotiques entraine une diminution des tumeurs du côlon chez le rat.
Les nombreuses études menées sur la souche NCFM depuis un quart de siècle ont apporté des éclaircissements sur ses fonctions probiotiques. Mais la confirmation de ces fonctions demande de mener encore des études cliniques bien conduites sur des populations appropriées.
- Médicaments

Lacteol fort est une poudre lyophilisée contenant Lb. acidophilus souche Lactéol LB. La formule Lacteol fort 340 mg (correspondant à 10 milliards de Lb. acidophilus) est utilisé en traitement symptomatique d'appoint de la diarrhée, en complément de la réhydratation et/ou de mesures diététiques.
- Utilisations dans les produits laitiers

Ces dernières années, l'industrie laitière a développé et mis sur le marché de nombreux produits laitiers contenant des bactéries lactiques ajoutées en tant que probiotiques visant à apporter un bénéfice pour la santé des consommateurs.
Les produits les plus nombreux sont des laits fermentés comportant des lactobacilles mis comme agents probiotiques, sans intervenir nécessairement dans le processus de fabrication. Lb. acidophilus se développant assez lentement dans le lait, il est souvent associé à Lb. casei qui apporte un goût légèrement acide et rafraîchissant. Il est aussi associé à Bifidobacterium. On trouve par exemple sur le marché : "Fromage blanc biphidus + acidophilus 3% MG" Bernard Gaborit. Il a été établi que Lb. acidophilus survivait en grand nombre (107 cfu/g) dans les fromages blancs.
- Ensilage

L'ensilage consiste à faire fermenter en anaérobiose du fourrage pour accroitre les propriétés nutritives des produits. Après la consommation de l'oxygène par les coliformes, les bactéries lactiques interviennent et sont responsables de la fermentation lactique proprement dite. On trouve Lactobacillus acidophilus avec de multiples autres lactobacilles (Lb. plantarum, Lb. brevis, Lb. casei, Lb. curvatus etc)

## Sous-espèces
- Lactobacillus acidophilus vaginalis — Bacille de Döderlein